# 敏露
敏露是緬甸若开邦孟都县孟都镇区下辖的一个城镇。该城镇面积为40.3平方公里。该地区为罗兴亚人聚居地，他们曾与缅甸国防军发生过冲突。